# Nieuw Rotterdam
Nova Roterdão (português europeu) ou Nova Roterdã (português brasileiro) (em neerlandês: Nieuw Rotterdam) foi uma cidade do Suriname, antiga capital do distrito de Nickerie. Grande parte da cidade desapareceu em 1875, após uma série de inundações causadas pela elevação do nível do mar. O principal assentamento da região foi então transferido para uma nova localidade, hoje conhecida como Nieuw Nickerie, onde foi erguido um monumento em 8 de agosto de 1979, em comemoração ao centenário da cidade.
Nova Roterdão foi fundada em 1820 e atingiu seu auge na década de 1860. Estava localizada na margem direita da foz do rio Nickerie, numa estreita faixa de terra entre o rio e o Oceano Atlântico, em um ponto chamado Cordonspunt.
A cidade era habitada principalmente por comerciantes que mantinham relações comerciais com a vizinha Guiana, sendo apelidada de "Eldorado dos contrabandistas". Seu traçado urbano era simples, baseado em duas ruas perpendiculares, destacando-se a Kerkstraat, que se estendia de sul a norte e terminava na torre da igreja. As autoridades locais possuíam diversas casas, além de um posto militar com quartéis fortificados. 
A região começou a sofrer com inundações em 1866, culminando com a destruição quase total da cidade em 1875.